# Varennes-sur-Usson
Varennes-sur-Usson é uma comuna francesa na região administrativa de Auvérnia-Ródano-Alpes, no departamento Puy-de-Dôme. Estende-se por uma área de 6,17 km². Em 2010 a comuna tinha 297 habitantes (densidade: 48,1 hab./km²).